# Murdannia kainantensis
Murdannia kainantensis är en himmelsblomsväxtart som först beskrevs av Genkei Masamune, och fick sitt nu gällande namn av Hong De-Yuan. Murdannia kainantensis ingår i släktet Murdannia och familjen himmelsblomsväxter. Inga underarter finns listade.